# بهاء عبد المجيد
بهاء عبد المجيد هو كاتب وروائي مصري صدر له عددٌ من الكتب والروايات لعلَّ أبرزها المجموعة القصصيّة التي صدرت عام 1996 والتي حملت عنوان «البيانو الأسود» ثم رواية «سانت تريزا» التي صدرت عام 2001 وكذا رواية «خمارة المعبد» التي صدرت عام 2011 فضلًا عن رواية «طقوس الصعود» التي صدرت عام 2016 فيما كانت آخر أعماله رواية «القطيفة الحمراء» التي صدرت عام 2019 قبل أن يُفارق الحياة في وقتٍ متأخرٍ من يوم الثالث عشر من كانون الأول/ديسمبر 2020 متأثرًا بإصابتهِ بفيروس كورونا المستجدّ.

## الحياة المُبكّرة والتعليم
تخرَّج بهاء عبد المجيد من كلية التربية في جامعة عين شمس حاصلًا على إجازة في الآداب والتربية من قسم اللغة الإنجليزية عام 1989، ثمَّ حصل على دبلوم عام في الأدب الإنجليزي واللغويات من قسم اللغة الإنجليزية بكلية التربية جامعة عين شمس أيضًا عام 1992، وحصل في العام الموالي على دبلوم خاص في الأدب الإنجليزي من قسم اللغة الإنجليزية بكلية التربية جامعة عين شمس. نال بهاء في عام 1996 درجة الماجستير في الأدب الإنجليزي بعنوان: «موضوع العنف في شعر تيد هيوز عن الحيوان» من قسم اللغة الإنجليزية بكلية التربية بجامعة عين شمس.
حصل على منحة الفولبرايت FULLBRIGHT للولايات المتحدة الأمريكية للتدريب على تدريس اللغة الإنجليزية كلغة أجنبية بسانت مايكل كولودج فرمونت عام 1995، قبل أن يحصل على بعثة إلى إيرلندا لدراسة الأدب الايرلندي جامعة ترينتي كولون. حصل الكاتب المصري على درجة الدكتوراه في الأدب الإنجليزي عن بحثٍ حمل عنوان «تطور التيمات الأدبية في أعمال شيمس هيني الشعرية» (بالإنجليزية: The thematic evolution in the poetic works of Seamus Heaney)‏ من قسم اللغة الإنجليزية بكلية التربية بجامعة عين شمس عام 2000.

## المسيرة المهنيّة
بدأ بهاء عبد اامجيد مسيرتهُ المهنيّة مدرسًا للأدب الإنجليزي عام 1989 في كلية التربية جامعة عين شمس، كما عمل في وقتٍ ما أستاذًا زائرًا بجامعة أكسفورد البريطانية. اقتحمَ عالم الكتابة والتأليف والنشر عام 1996 حينما نشر أول مجموعة قصصيّة له بعنوان «البيانو الأسود»، ثمّ عاد عام 2001 برواية جديدة هي «سانت تريزا» التي صدرت عن دار النشر للنشر والتوزيع في مائة وصفحتين والذي تتحدث عن قصّة عائلة ملعونة تعيشُ في قرية ما ويتوجبّ على الجدة من العائلة أن تدخل القصر وتستسمح الجن والشياطين أن يرفعوا عنها وعن عائلتها هذا البلاء، ولكن الجدة لم تعد كما دخلت، فأخذت تصعد إلى سطح المنزل وتتحدث إلى القمر ليلًا وإلى الشمس ظهرًا، وأحيانًا تجري نحو انعكاس ضوء القمر على مياه البحيرة وتقول أنها تسمع أصوات أجدادها، وأنهم الآن يصعدون إلى الشاطئ بعد أنا نالوا حظهم من العقاب، وعندما تسأل أين هم؟ تقول أنهم لن يظهروا لكم قبل أن يخلعوا دين اليهود وينتصروا، وأخذت تجلب لهم الطعام من بيض وخس وأسماك مملحة وتفرشها على الشاطئ.
نشر بهاء في وقتٍ ما من عام 2004 رواية جديدة له هي رواية «النوم مع الغرباء» وهي الرواية التي حاول فيها الكاتب المصري عكس التطور الحضاري للصِّراع بين الشَّرق والغرب. واصلَ بهاء عبد المجيد نشاطهُ الروائي فأصدر في العام 2005 رواية أخرى هي «جبل الزينة» عن الدار للنشر والتوزيع في 124 صفحة. ابتعدَ بهاء قليلًا عن عالم الكتابة والتأليف حتى العام 2011 حينما نشر رواية «خمارة المعبد» عن دار ميريت للنشر والمعلومات التي تتحدث عن قصّة شابٍ يُدعى معتز يُفكّر في الانتحار بسببِ رغبته الملحة في التخلص من حياته لكنه لا يقدر على ذلك حينما يرتبطُ بعلاقة حب مع سهام التي تُمارس الكتابة والتمثيل، ومع ذلك فحبه لها من طرف واحد، ولا يستطيع البوح به لتردده ولفقره، حيث تتخطاه في الطبقة الاجتماعية والطموح، وأيضًا لتزوجها من آخر. تتطرق الرواية إلى رحلة معتز لدبلن بإيرالندا التي كانت بالنسبة له فرصة لكشف الذات وكتابة مسيرة حياة، حيث ذهب معتز لدراسة الدكتوراة في الشعر الأيرالندي وهناك يتعلم الكثير عن تاريخ إيرالندا المرير مع المستعمر الإنجليزي ودائمًا ما يُقارن بين وضع أيرالندا السياسي ووضع مصر في بداية القرن العشرين والوقت الحاضر. يدفعُ الفقر معتز لممارسة مهنٍ عديدة منها عامل في مطبخ باكستاني، ثم بائعًا للزهور في شوارع وحانات تمبل بار، فيتعرض للكثير من المضيقات والقهر.
نُشر للكاتب عام 2012 رواية «ورق الجنة» عن دار ميريت للنشر والتوزيع وهي روايةٌ تدور أحداثها في بهو فندق «نيو مينرفا» أو الجنة الجديدة وتتحدثُ عن سيدة عجوز فتاة وطويلة القامة مقتضبة السحنة يعيشان في أرجاء الفندق فيما كان هناك على الجانب الآخر كان دفتر يشبه كتاب الزمان حيث يسجل فيه النزلاء أنطباعاتهم حول الفندق. بحلول عام 2016 نشر عبد المجيد روايتهُ التي حملت عنوان «طقوس الصعود» وجديرٌ بالذكرِ هنا أنَّ عددًا من أعمال الكاتب قد تُرجمت للإنجليزيّة لعلَّ أبرزها رواية سانت تريزا ورواية النوم مع الغرباء وكذا روايةُ خمارة المعبد.

## الوفاة
تُوفيَّ بهاء عبد المجيد بعدَ إصابته بفيروس كورونا المستجد، وكان بهاء قبل وفاته بأقلَّ من أسبوع قد توجَّه برسالة استغاثة إلى الرئيس المصري عبد الفتاح السيسي كتب خلالها: «بين الحياة والموت في مستشفى عين شمس التخصصي وحدة الرعاية المركزة صدر حجر صحي ... أنقذني أرجوك من أجل بنتي حلا وابني ياسين. أنا أعمل في كلية التربية جامعة عين شمس قسم الإنجليزية. أرجوك وزارة الصحة ورئاسة الوزارة، أرجوك أنا على جهاز أكسجين.» نفس الأمر فعلهُ عددٌ من المثقفين والمسؤولين في جامعة عين شمس واتحاد الكتاب ووزارة الثقافة الذين دعوا لمتابعة الحالة الصحية للكاتب بهاء عبد المجيد حينما كان يتلقى العلاج في مستشفى عين شمس التخصصي.
نعت هيئة الكتاب برئاسة هيثم الحاج علي، نعت الروائي بهاء عبد المجيد، كما قدمت العزاء لأسرته داعيين لهم بالصبر والسلوان، وجاء ذلك في بيان صحفي جاء فيه: «تنعى الهيئة المصرية العامة للكتاب برئاسة الدكتور هيثم الحاج علي، الدكتور بهاء عبد المجيد، عضو اللجنة الثقافية لمعرض القاهرة الدولي للكتاب خلال السنوات الأخيرة الماضية، وأستاذ الأدب الإنجليزي، والذى توفي إثر إصابته بفيروس كورونا.»

## قائمة أعماله
هذه قائمةٌ بأبرز أعمال الكاتب والروائي المصري بهاء عبد المجيد:
- البيانو الأسود (مجموعة قصصيّة صدرت عام 1996)
- سانت تريزا (2001)
- النوم مع الغرباء
- جبل الزينة (2005
- خمارة المعبد (2011)
- ورق الجنة (2012)
- طقوس الصعود (2016)
- القطيفة الحمراء (2019)